# Cérons
Cérons is een gemeente in het Franse departement Gironde (regio Nouvelle-Aquitaine). De plaats maakt deel uit van het arrondissement Langon. In de gemeente ligt spoorwegstation Cérons. Cérons telde op 1 januari 2022 2.131 inwoners.

## Geografie
De oppervlakte van Cérons bedroeg op 1 januari 2022 7,83 vierkante kilometer; de bevolkingsdichtheid was toen 272,2 inwoners per km².

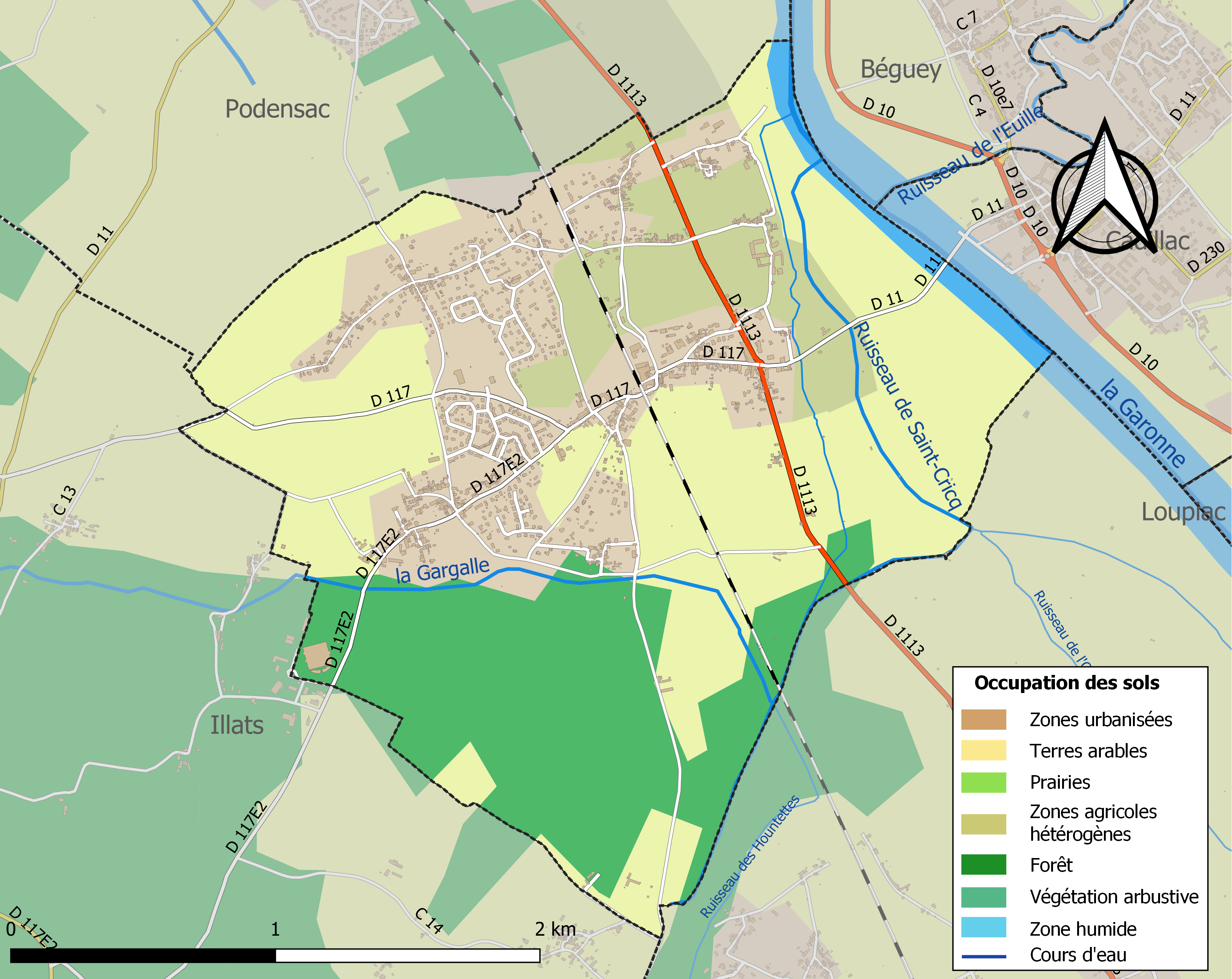
Kaart van de gemeente met belangrijkste infrastructuur, bodemgebruik en omliggende gemeenten

## Demografie
Onderstaande figuur toont het verloop van het inwonertal (bron: INSEE-tellingen).

## Afbeeldingen

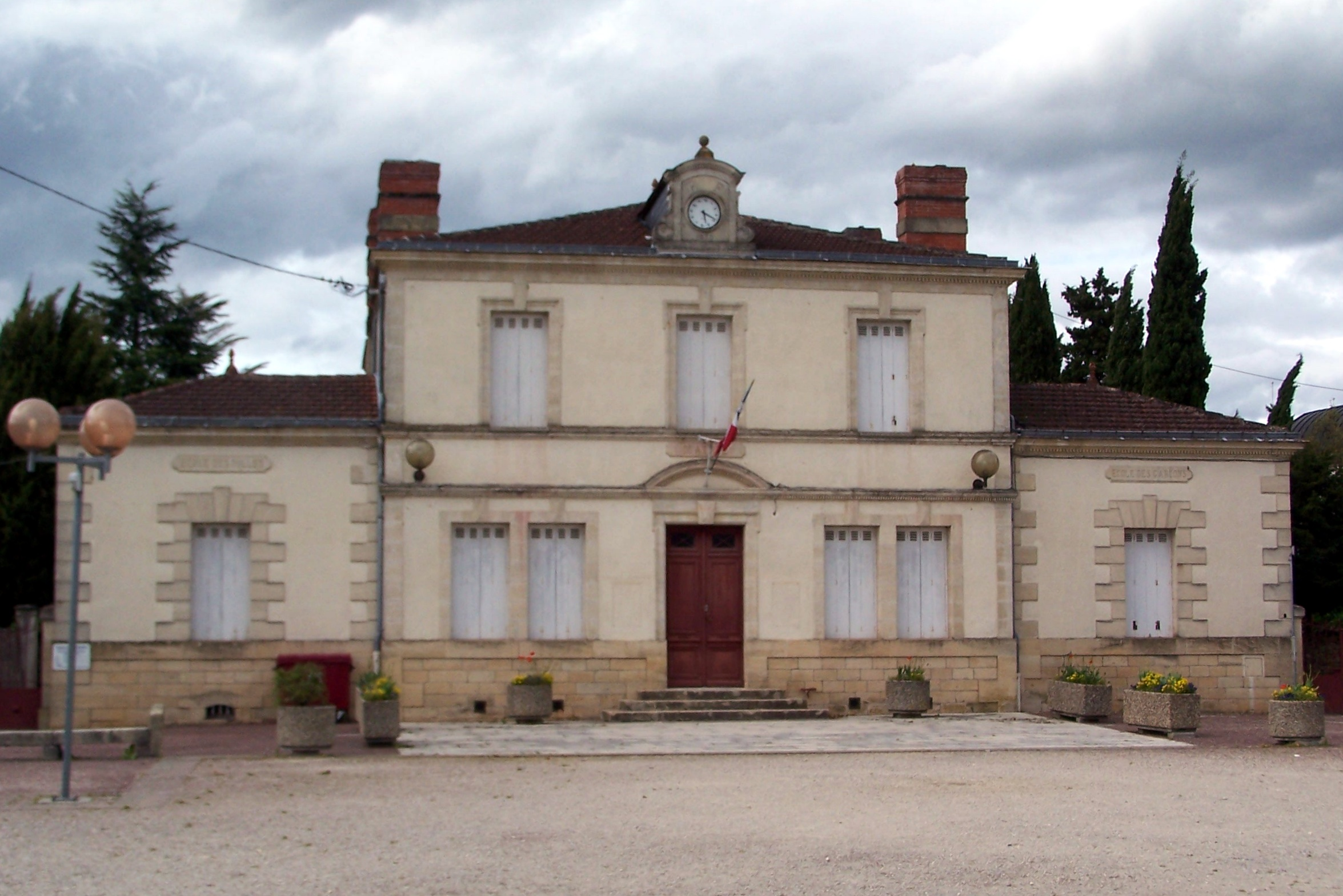
Gemeentehuis
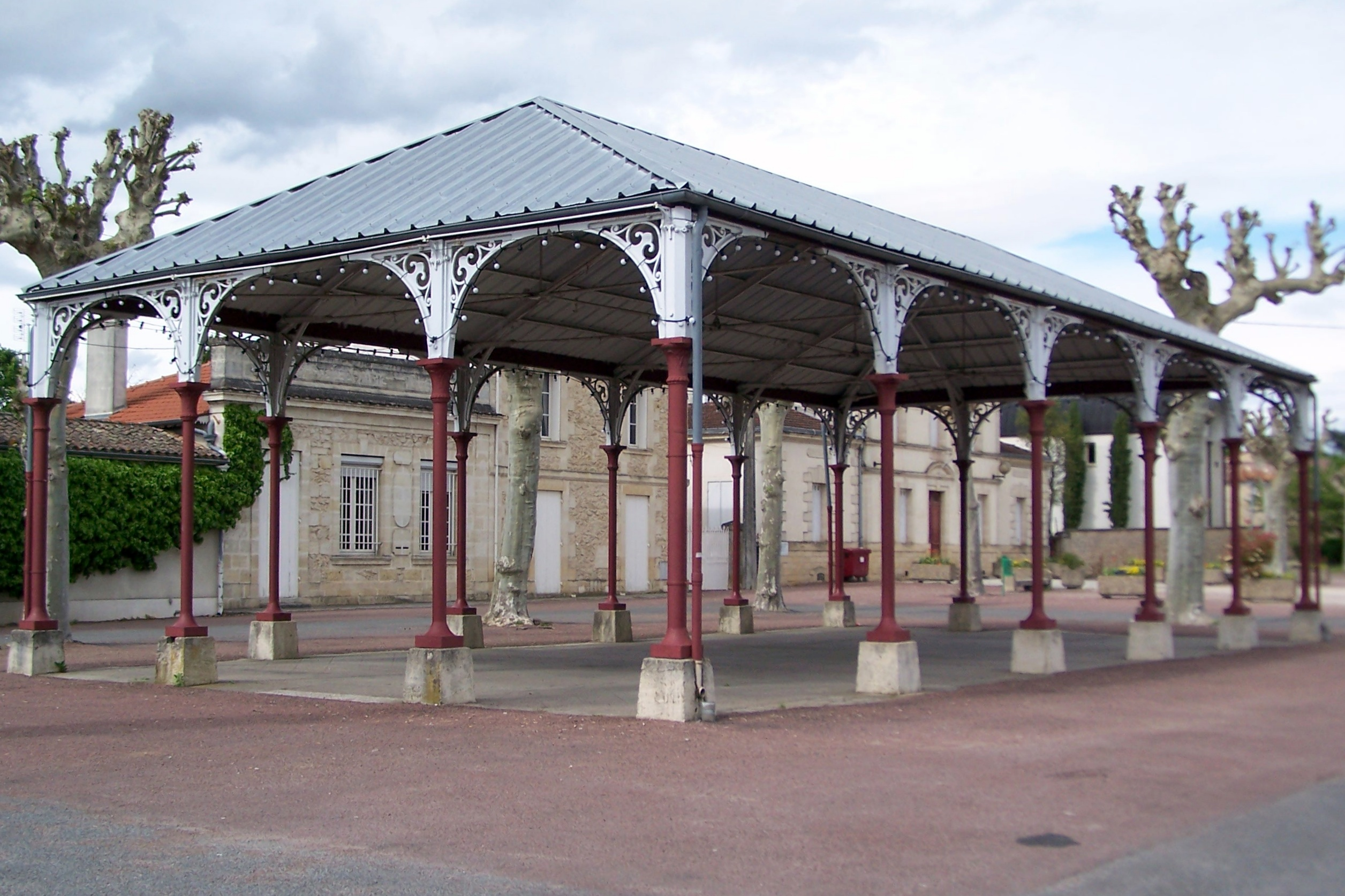
Markthal
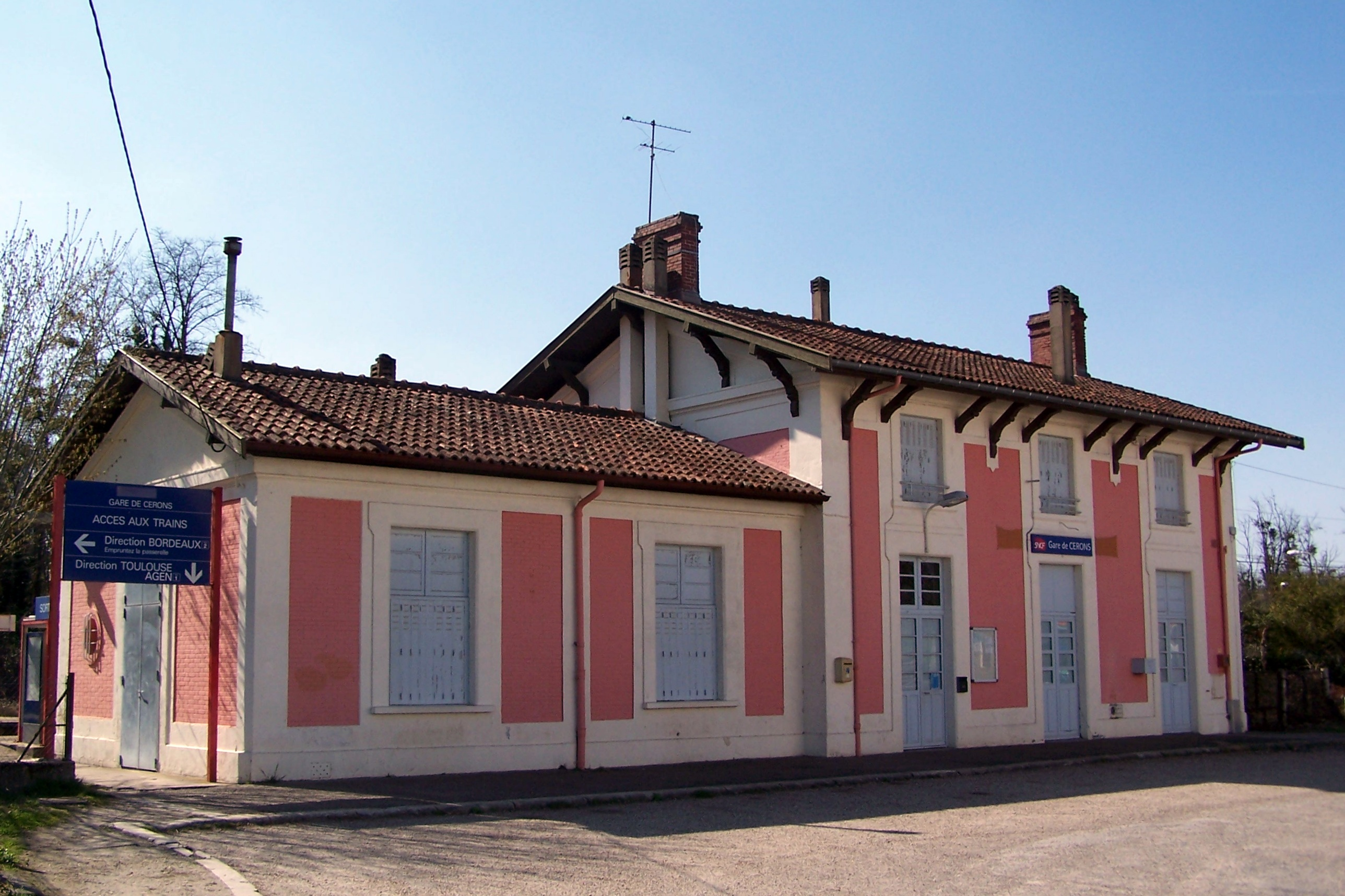
Station